# Pákistánská lidová strana
Pákistánská lidová strana (urdsky: پاکستان پیپلز پارٹی) je pákistánská sociálně demokratická strana a člen Socialistické internacionály. Vznikla v roce 1967 pod vedením Zulfikára Alí Bhutta, v období let 1979-1983 byla vedena Nusrat Bhuttovou. Tu poté nahradila Bénazír Bhuttová, která byla v čele strany až do roku 2007, po její smrti vede stranu její devatenáctiletý syn Bilawal Bhutto Zardari a Asif Ali Zardari .
Krédo strany je: "Islám je naše víra, demokracie je naše politika, socialismus je naše ekonomie; všechnu moc lidu" . Pákistánská lidová strana bývá považována za liberální v otázce lidských práv (například boj za práva žen) .